# 川島皇子
川島皇子（かわしまのみこ・かわしまのおうじ）は、天智天皇の第二皇子。冠位は浄大参。淡海朝臣・春原朝臣などの祖。河島皇子とも記される。

## 経歴
妃が天武天皇の皇女（泊瀬部皇女）なので天皇に重んじられ、天武天皇8年（679年）天武天皇が吉野に行幸した際、鵜野讃良皇后（後の持統天皇）も列席する中、草壁皇子・大津皇子・高市皇子・忍壁皇子・志貴皇子と共に天皇の詔に随い逆らうことなき旨と一同結束とを誓う儀「吉野の盟約」に参加した。天武天皇10年（681年）詔を奉じて忍壁皇子らと共に「帝紀及び上古諸事」の編纂を命じられ、国史編纂の大事業を主宰、記定には筆頭の編纂者として参与した。
天武天皇14年（685年）冠位四十八階が施行されると、忍壁皇子とともに浄大参に叙せられており、天智・天武の諸皇子の中では草壁皇子（浄広壱）・大津皇子（浄大弐）・高市皇子（浄広弐）に次ぐ序列であった。朱鳥元年（686年）8月に天智・天武の諸皇子に封戸が与えられた際、やはり忍壁皇子とともに100戸の加増を受けている。
同年9月に天武天皇が崩御すると、10月に第3子たる大津皇子が謀反を理由に捕えられ自害させられるが、この際に川島皇子が親友であった大津皇子の翻意および謀反計画を皇太后（持統）に密告したと伝えられる。しかし、『日本書紀』のこの事件に関する記事に川島皇子の名がない上に、褒賞を与えられた形跡もないことから、密告は史実ではないとする見方もある。
持統天皇5年（691年）正月に100戸の加封を受け、合計の封戸は500戸となる。これは2000戸の太政大臣・高市皇子に次いで、浄広弐・穂積親王や右大臣・多治比島と並ぶ戸数であった。同年9月9日薨去。最終冠位は浄大参。越智野（現在の奈良県高市郡高取町の北部から明日香村西部にかけての低丘陵）に葬られた。

## 人物
温厚でゆったりした人柄で、度量も広かった。大津皇子の謀反事件での対応に対しては、朝廷からは忠誠を賞され、友人からは薄情さを批判され、議者らは天智天皇の皇子との微妙な立場も踏まえ、厚情か薄情かは明らかにしなかったという。ただし『懐風藻』の作者も、手段を尽くすことなく親友を苦境に陥らせた川島皇子の態度に関して疑問を呈している。
『万葉集』『懐風藻』に詩歌が残されている。『懐風藻』には五言絶句の漢詩作品1首が採られている。『万葉集』には、持統天皇4年（690年）の持統天皇の紀伊国・伊勢国への行幸に従駕した際に詠んだ和歌作品1首が入集しているが、山上憶良の作かとの注記がある。なお、この和歌は『新古今和歌集』にも採録されている。

## 川島皇子に関する和歌作品
『万葉集』に柿本人麻呂の挽歌が残されている。
- 川島皇子の殯宮の時、柿本朝臣人麿が泊瀬部皇女に献れる歌一首、また短歌
  - 飛ぶ鳥の 明日香の川の 上つ瀬に 生ふる玉藻は 下つ瀬に 流れ触らふ 玉藻なす か寄りかく寄り 靡かひし つまの命の たたなづく 柔膚すらを 剣刀 身に添へ寝ねば ぬば玉の 夜床も荒るらむ そこ故に 慰めかねて けだしくも 逢ふやと思ほして 玉垂の 越智の大野の 朝露に 玉藻はひづち 夕霧に 衣は濡れて 草枕 旅寝かもする 逢はぬ君故
- 反歌一首
  - 敷布の袖交へし君玉垂の 越智野に過ぎぬまたも逢はめやも

## 系譜
- 父：天智天皇
- 母：忍海色夫古娘（忍海小竜の娘）
  - 同母姉妹：大江皇女、泉皇女

- 妃：泊瀬部皇女[2]（天武天皇の皇女）
- 生母不詳の子女
  - 男子：春日王[11]（? - 699年）
  - 男子：三室王[12]（? - 745年）
  - 男子：高丘王[12]（? - 749年）